# ماثيو بارتون (تنس)
ماثيو بارتون (بالإنجليزية: Matthew Barton)‏ مواليد 18 ديسمبر 1991 في سيدني، هو لاعب كرة مضرب أسترالي بدأ مسيرته كمحترف سنة 2012 يلعب باليد اليمنى ويحتل حالياً المرتبة رقم. 266 (18 يناير 2016) في تصنيف رابطة محترفي كرة المضرب. أعلى تصنيف له في الفردي كان المركز الـ 201 في سنة 2013. أعلى تصنيف له في الزوجي كان 306.

## روابط خارجية
- ماثيو بارتون على موقع رابطة محترفي التنس (الإنجليزية)
- ماثيو بارتون على موقع الاتحاد الدولي لكرة المضرب (الإنجليزية)
- ماثيو بارتون على موقع اتحاد التنس الأسترالي (الإنجليزية)
- ماثيو بارتون على موقع خلاصة التنس.كوم (الإنجليزية)
- ماثيو بارتون على موقع إي إس بي إن.كوم (الإنجليزية)